# Литкін Василь Ілліч
Васи́ль Іллі́ч Ли́ткін (комі Лыткин Илля Василей / Илля Вась, рос. Василий Ильич Лыткин; *15 (27) грудня 1895, село Тентюково, неподалік Усть-Сисольська, Російська імперія — †27 серпня 1981, Москва, СРСР) — комі поет, мовознавець-угрознавець, доктор філологічних наук (1947). Один із засновників комі літературознавства. Академік Фінської АН (1969).

## Біографія
Ілля Василєй народився 15 (27) грудня 1895 у селі Тентюково неподалік Сиктивкара у селянській родині.
У 1925 році скінчив навчання у Московському університеті (МДУ), вчився в аспірантурі з лінгвістики в Інституті народів Сходу в Москві. Потому числився доцентом з фіно-угристики в МДУ.
У 1927 році екстерном здав здав іспит з фіно-угорської філології до Будапештського універиситету.
У 1930-і рр. (як і в подальшому) бере активну участь у виробленні літературної норми комі мови, пише низку лінгвістичних досліджень (як загального, так і предметного плану). У зв'язку з національними гоніннями в 1930-х рр. у СРСР В. І. Литкіну довелося «згорнути» ряд досліджень і напрямків наукової діяльності, в тому числі переведення комі абетки на латинку.
У 1947 отримав звання доктора філологічних наук, з 1969 року — академік Фінської АН.
Впродовж життя активно займався науковою і педагогічною, літературною і перекладацькою діяльністю.
В. І. Литкін помер 27 серпня 1981 року в Москві, похований в Сиктивкарі.

## Творчість
Василь Литкін розпочав писати вірші ще в Російській імперії, але більшою мірою розгорнув літературну діяльність вже наприкінці 1920-х.
Перші твори (вірші) опублікував 1918. Литкін — автор поем, оповідань, віршованих казок і віршів для дітей комі мовою. Твори 1920 — поч. 30-х рр. проникнуті ліризмом, патріотичними комі почуттями.
Найзначніший твір у літературній творчості В. Литкіна відноситься до цього періоду — поема «Йдуть» (комі Мунöны, 1927), розповідає про події Визвольної комі війни 1918-20.
У повоєнний час В.Литкін зосереджується на науковій діяльності — його дослідження присвячені давньопермській писемності, історичному розвитку комі народу та його мови, живим говіркам сучасної комі мови тощо.
Комі мовою Литкін переклав деякі вірші російських та угорських поетів Пушкіна, Тютчева, Петефі, Маяковського, Чуковського, Бєдного.
Бібліографія
- Коми грамматика, ч. 1, ЦИЗ, 1925, ч. 2, ЦИЗ, 1929
- окремі вірші // Коми гижысьясь, Сыктывкар, 1926 (комі)
- Мунöны (Идут), Поэма, Сыктывкар, 1927 (комі)
- Кывбурьяс, Сыктывкар, 1929 (комі)
- Материалы по коми грамматике, ЦИЗ, 1929 (рос.)
- Очерк коми диалектов // Записки об-ва изучения Коми края, том V, 1930 (рос.)
- окремі вірші та статті в журн. «Ордым» і газ. «Югыд туй» за 1926—31 рр. (комі)
- Древнепермский язык, М., 1952 (рос.)
- Шонди петігöн, Сыктывкар, 1959 (комі)
- Коми-язьвинский диалект, М., 1961 (рос.)
- Исторический вокализм пермских языков, М., 1964 (рос.)